# Коефицијент трења
Коефицијент трења је бездимензионална скаларна величина која представља однос међусобне храпавости подлоге и тела које се по тој подлози креће. Израчунава се као количник силе трења и нормалне силе (у најједноставнијем случају кад се тело налази на хоризонталној подлози нормална сила је једнака сили теже).
Коефицијент трења је већи од 0 и мањи од 1. Најчешће се обележава грчким словом μ (ми).

## Врсте коефицијента трења
Коефицијент трења по одређеној подлози за дато тело се другачије дефинише у зависности од тога да ли се тело креће по њој и на који начин:
- коефицијент трења мировања, односно статистички коефицијент трења {\displaystyle (\mu _{s})} Коефицијент трења мировања за дати систем је увек већи од било ког другог коефицијента трења за дати систем. Тело ће бити у стању мировања на датој подлози док важи:

{\displaystyle \mu _{s}\geq {\frac {F_{k}}{N}}},   односно све док је однос силе трења {\displaystyle F_{k}}и нормалне сила {\displaystyle N} мали у односу на коефицијент статистичког трења на датој подлози.
- коефицијент трења клизања, односно кинетички коефицијент трења {\displaystyle (\mu _{k})} Кад се тело креће по подлози само транслационо, односно само клизи, на њега утиче коефицијент кинетичког трења и важи:

{\displaystyle \mu _{k}={\frac {F_{k}}{N}}}
- коефицијент трења котрљања  Коефицијент трења котрљања за дату подлогу и дато тело ће увек бити по интензитету најмањи у односу на коефицијент трења мировања и коефицијент трења клизања.

## Коефицијенти трења за различите материјале
| Материјали у додиру | Материјали у додиру | Статички коефицијент трења {\displaystyle \mu _{\mathrm {s} }\,} | Статички коефицијент трења {\displaystyle \mu _{\mathrm {s} }\,} | Кинетички коефицијент трења {\displaystyle \mu _{\mathrm {k} }\,} | Кинетички коефицијент трења {\displaystyle \mu _{\mathrm {k} }\,} |
| Материјали у додиру | Материјали у додиру | код сувих површина                                               | код подмазаних површина                                          | код сувих површина                                                | код подмазаних површина                                           |
| ------------------- | ------------------- | ---------------------------------------------------------------- | ---------------------------------------------------------------- | ----------------------------------------------------------------- | ----------------------------------------------------------------- |
| Лед                 | Лед                 | 0.02-0.09                                                        |                                                                  |                                                                   |                                                                   |
| Челик               | Лед                 | 0.03                                                             |                                                                  |                                                                   |                                                                   |
| Дрво                | Дрво                | 0.25–0.5                                                         | 0.2 (мокро)                                                      |                                                                   |                                                                   |
| Челик               | Дрво                | 0.2–0.6                                                          | 0.2 (мокро)                                                      |                                                                   |                                                                   |
| Бетон               | Дрво                | 0.62                                                             |                                                                  |                                                                   |                                                                   |
| Бетон               | Гума                | 1.0                                                              | 0.30 (мокра)                                                     | 0.6-0.85                                                          | 0.45-0.75 (wet)                                                   |
| Стакло              | Стакло              | 0.9-1.0                                                          |                                                                  | 0.4                                                               |                                                                   |
| Челик               | Челик               | 0.74-0.80                                                        | 0.16                                                             | 0.42-0.62                                                         |                                                                   |
| Челик               | Алуминијум          | 0.61                                                             |                                                                  | 0.47                                                              |                                                                   |
| Алуминијум          | Алуминијум          | 1.05-1.35                                                        | 0.3                                                              | 1.4-1.5                                                           |                                                                   |
| Сребро              | Сребро              | 1.4                                                              | 0.55                                                             | 1.5                                                               |                                                                   |
| Злато               | Злато               |                                                                  |                                                                  | 2.5                                                               |                                                                   |